# Предјело
Предјело (фр. hors-d'œuvre),  је мало јело које се служи пре оброка  у европској кухињи. Нека предјела се служе хладна, друга топла. Предјела се могу послужити за столом као део оброка, или се могу послужити пре седења, на пример на пријему или коктелу. Раније су се сервирала и предјела између јела. 
Типично мање од главног јела, предјело је често дизајнирано да се једе ручно.

## Етимологија
Hors d'oeuvre на француском значи "ван посла", тј. "није део уобичајеног скупа јела у оброку". Практично, то је оброк сам за себе, као закуска или подржава главни оброк. 

## Порекло
Мали број историчара хране верује да је традиција можда започела у Русији, где су мале залогаје рибе, кавијара и меса биле уобичајене након дугих путовања.   Међутим, може бити да је обичај настао у Кини, да је вероватно дошао преко степа, у Русију, Скандинавију, Француску и друге европске земље. Традиција је можда стигла до Италије, Грчке и балканских народа преко Русије или Персије. Односи се на многе националне обичаје, укључујући шведски сто, руску закуску, блискоисточни мезе и италијански антипасто.  Током римског периода оброци су били два главна јела која су се пре оброка допуњавала малим количинама рибе, поврћа, сирева, маслина   па чак и пуњених пухова.  Они би се сервирали на почетку оброка познатог као gustatio или promulsis. Грци су јело за предјело звали propoma.  Још 500. године н.е, Вавилонски Талмуд (Јома 83б) описује праксу конзумирања слатких десерта пре главног јела како би се оживела његова снага и повећао апетит (арамејски: מגרר גריר) .

### Француски обичај
Током средњег века формална француска јела су се служила са међујелима (entremets) између сервирања делова оброка. Ова међујела су била или стварна јела, или сложени прикази, па чак и драматичне или музичке представе. У 14. веку рецепти за међујела су се углавном правили од меса, рибе и поврћа. До 15. века, сложени прикази и представе су се сервирали између главних јела, и могли су бити јестиви или прикази тема релевантних за домаћина, створени у скулптурама од путера или другим врстама занатских радова.  Са увођењем у 17. веку service à la française, где су сва јела распоређена одједном на веома крут симетричан начин, међујела су почела да мењају значење, али су и даље углавном била слана. 
Отприлике у 17. веку, мања јела су почела да се служе тако што су се служила изван главног дела симетрично постављених посуда. Била су позната као предјела (hors d'oeuvre).   Предјела су се првобитно служила као канапеи од малог препеченог хлеба са сланим преливом пре оброка.  Прво помињање предјела је у књизи Франсоа Масијала 1691. године: Le cuisinier roial et bourgeois (Краљевски и буржоаски кувар) и објашњено је као „Одређена јела која се служе поред оних која се могу очекивати у нормалном саставу гозбе“.  У француској публикацији Les plaisirs de la table (Задовољства за столом), Едуар Нињон је навео да предјела потичу из Азије. Даље је изјавио да су Французи сматрали да су предјела сувишна за добро спремљен оброк.  Service à la française настављен је у Европи све до раног 19. века.   После 19. века међујело ће постати готово искључиво слатко јело или десерт. 
Стил формалне трпезе се драстично променио у 19. веку, постајући низ узастопних јела која се служе једно за другим током одређеног временског периода.   Нека традиционална предјела би остала на столу током оброка. То су биле маслине, ораси, целер и ротквице. Променљива, савремена предјела, постала су компликованија у припреми. Пецива, са месним и кремастим сосовима, међу осталим сложеним артиклима, постала су јело које се служи после супе. 

### Енглескиsavouries
Храна у Енглеској је под великим утицајем других земаља због зависности ове острвске државе од увоза робе из иностранства, а понекад и инспирације.  Многе енглеске кулинарске речи и обичаји су директно позајмљени из оригиналног француског (неки су потпуно англизовани у правопису), као што су: cuisine, sirloin, pastry и omelette који потичу из 18. века и раније. У касном 19. и раном 20. веку, још више речи, хране и обичаја из кулинарске Француске доспело је у Енглеску, као што су éclair, casserole, à la carte, rôtisserie и hors d'oeuvre. 
Обичај savouries (сланих производа) је британског порекла и долази пред крај оброка, пре десерта или слаткиша  или чак после десерта, за разлику од предјела који се служи пре оброка.  Британци су фаворизовали savouries као средство за чишћење непца пре пијења после оброка, због чега је предјело пре оброка било непотребно.  Savoury је углавном мали производ, добро зачињен и често се служи врућ, што захтева кување непосредно пре сервирања.  У викторијанском и едвардијанском периоду, ови слани производи су укључивали преливе попут пржених острига умотаних у сланину и шкотску шљуку  која је била savoury од кајгане, млевеног црног бибера и пасте од инћуна на тосту намазаном путером, који се служио врућ.  У Француској је сир често био део savoury-ја или се додавао воћу као десерт.  Типична едвардијанска вечера могла се састојати од четири јела  која укључују две супе, две врсте рибе, два меса, завршавајући се са неколико savoury-ја и затим слаткишима. 

### Америчка предјела и коктел предјела
Термин appetizer (предјело) (амерички енглески: appetizer) је синоним за предјело. Први пут је коришћен у Сједињеним Државама и Енглеској истовремено 1860. године. Американци такође користе термин да дефинишу прво од три јела у оброку, које се обично поставља на сто пре него што гости седну.  Пиће пре вечере постало је обичај крајем 19. века. Како је ова нова мода завладала, Британце су инспирисали Французи да почну да служе предјела пре вечере.  Коктел се сматра малим окупљањем уз мешана пића и лагане грицкалице.  Предјела се могу послужити као једина понуда хране на коктел забавама и пријемима, где се после не служи вечера. Након завршетка прохибиције у Сједињеним Државама, коктел је прихваћен.   Пре Првог светског рата, од америчких гостију на вечери се очекивало да одмах уђу у трпезарију где би се за столом уз предјела послуживала пића. Ово се променило до 1920-их, када су предјела сервирана пре безалкохолног коктела; међутим, након укидања прохибиције у Сједињеним Државама, коктел забаве су постале популарне са много различитих предјела.   То је коктел који је помогао да се предјела са формалног трпезаријског стола пренесу на покретљиве послужавнике. Ова предјела на коктелима могу бити и канапеи. 

## Припрема
У великим ресторанима, предјела се припремају у хладним просторијама.   Предјела се често припремају унапред. Неке врсте могу бити охлађене или замрзнуте, куване, а затим поново загрејане у рерни или микроталасној пећници по потреби пре сервирања. 

## Примена предјела
Ако постоји дужи период између доласка гостију и оброка, на пример током коктела, они се могу послужити током чекања, на исти начин на који се аперитиви служе као пиће пре јела. 
Такође је неписано правило да јела која се служе као предјела не дају никакав траг о главном јелу.  Служе се на собној температури, у топлом, или у хладном облику; када се сервирају топли, износе се након што сви гости стигну, тако да сви могу да им осете укус предјела.
Стационарна предјела који се служе за столом на послужавнику могу се назвати стоним предјелима или шведским столом. 

## Примери
Иако је свака храна која се сервира пре главног јела технички предјело, фраза је углавном ограничена на појединачне артикле, као што су сир или воће. Глазирана смоква преливена маскарпонеом и умотана пршутом је предјело, а обичне смокве сервиране на послужавнику могу се такође послужити и као предјело.  То могу бити кисела цвекла или јаја од инћуна као прелив преко парадајза као део почетне сесије са алкохолним или безалкохолним пићима. Такође се служе у облику умака, намаза, пецива, маслина или орашастих плодова са или без базе од јаја, сира, меса, поврћа, морских плодова или хлеба.  Поједине хладне намирнице које се служе су димљени лосос, авокадо, кавијар, паштете, коктели од шкољки и диња са украсима. Зачињена топла јела су од поврћа, меса, рибе, јаја, тестенина, сира, суфлеа, тартлета, лиснатог теста. 
- Предјела у ресторану
- Брускета са парадајзом
- Ђавоља јаја, хладно предјело
- Обложени хлепчићи, чешко и словачко предјело или ужина
- Предјела у азербејџанској кухињи

### У Европи
У Енглеској, devils on horseback - "ђаволи на коњу" (сушено воће пуњено састојцима као што су сир или ораси, умотано у пршуту или панцету) су вруће предјело у различитим рецептима, али генерално су варијација "анђела на коњу", направљених заменом сувог воћа остригама. Већина рецепата садржи урме без коштица (иако се понекад користе суве шљиве).  Стартер је уобичајен колоквијални израз за предјело у Великој Британији, Ирској и Индији.  Сецкано поврће из Француске су мешавина салата од сировог поврћа и порција има најмање три поврћа упадљивих боја.   Закуски су предјела у руској кухињи и другим постсовјетским кухињама, који се служе у облику шведског стола са сувомеснатим производима и рибама. У италијанском антипасто значи: служи се хладно у облику маслина, сира, киселог поврћа;  друга слична предјела могу се наћи у остатку јужне Европе под различитим називима (entrada на португалском, entrante или entremés на шпанском).   Voorgerecht на холандском значи јело ("gerecht") пре ("voor") главног јела.  Фатуш је салата од хлеба у левантинској кухињи направљена од препечених или пржених комада хлеба (khubz 'arabi) у комбинацији са мешаним зеленилом и другим поврћем. Припада породици јела познатих као fattat (множина), која користе одстајали сомун као основу. 
- Разна предјела румунске кухиње
- Предјело у ресторану који служи јела швајцарске кухиње
- Типични корушко или штајерско предјело, састављено од различитих врста хладног меса, рена, тврдо куваних јаја, месне пасте, липтауера, поврћа, путера